# Lalah Hathaway
Eulaulah Donyll Hathaway, nota come Lalah Hathaway (Chicago, 16 dicembre 1968), è una cantautrice e musicista statunitense.
Nella sua carriera ha vinto 5 Grammy Awards, 1 nel 2014 come Best R&B Performance, nel 2015, 2016 e 2017 Miglior Performance Traditional R&B e Best R&B Album nel 2017

## Biografia
Figlia del cantante soul Donny Hathaway, ha esordito nel 1990 con l'eponimo album Lalah Hathaway. Il secondo disco A Moment è uscito nel 1994 ed include il singolo Let Me Love You. Nel '99 ha collaborato con Joe Sample per il terzo album in studio, dal titolo The Song Lives On. Dopo un periodo di cinque anni, in cui si è esibita, tra gli altri, in tour con Marcus Miller è ritornata a incidere realizzando Outrun the Sky. Nel 2007 ha firmato un contratto con la Stax Records e l'anno seguente è uscito il suo quinto lavoro in studio. Ha vinto un Grammy Award nel 2014 nella categoria "Miglior interpretazione R&B" grazie al brano Something interpretato con Snarky Puppy.

## Discografia
Album in studio
- 1990 - Lalah Hathaway
- 1994 - A Moment
- 1999 - The Song Lives On (con Joe Sample)
- 2004 - Outrun the Sky
- 2008 - Self Portrait
- 2011 - Where It All Begins
- 2015 - Lalah Hathaway Live
- 2017 - Honestly